# Bahía de Paynes
La Bahía de Paynes (en inglés: Paynes Bay), a veces llamada la "Costa de Platino", se encuentra en la costa oeste de la nación insular de Barbados. Muchos residentes locales creen que es una de las playas de la isla con mejores piscinas naturales, tanto por sus aguas tranquilas en el Caribe (en comparación con el fuerte oleaje al sur o al este de la costa) y el colorido del vecindario. En los últimos años, Paynes Bay ha experimentado un importante desarrollo, y más recientemente por varios inversores extranjeros que están en el proceso de construcción de condominios a lo largo de la bahía.
El resort Sandy Lane está situado en el extremo norte de Paynes Bay, y hay muchas villas de lujo ubicadas en esta parte de la costa oeste. Paynes Bay también tiene muchos restaurantes. Se localiza específicamente en las coordenadas geográficas 13°10′N 59°38′O / 13.167, -59.633.